# Icshon állomás
Icshon (Ichon) állomás a szöuli metró 4-es és Kjongi–Csungang (Gyeongui–Jungang) vonalának állomása, mely Szöul Jongszan-ku (Yongsan-gu) kerületében található.

## Viszonylatok
| 4-es vonal                                      | 4-es vonal                                             | 4-es vonal                                      |
| ----------------------------------------------- | ------------------------------------------------------ | ----------------------------------------------- |
| Szamgakcsi (Samgakji) Tanggoge (Danggogae) felé | személy- és expresszvonat                              | Tongdzsak (Dongjak) Anszan (Ansan) és Oido felé |
| Kjongi–Csungang (Gyeongui–Jungang)              |                                                        |                                                 |
| Jongszan (Yongsan) Munszan (Munsan) felé        | Kjongvon (Gyeongwon) szakasz személy- és expresszvonat | Szobinggo (Seobinggo) Csiphjong (Jipyeong) felé |
| Jongszan (Yongsan) Munszan (Munsan) felé        | Csiphjong (Jipyeong) expressz                          | Oksu (Oksu) Csiphjong (Jipyeong) felé           |